# Scopula cornishi
Scopula cornishi är en fjärilsart som beskrevs av Louis Beethoven Prout 1932. Scopula cornishi ingår i släktet Scopula och familjen mätare. Inga underarter finns listade.